# Tikhov (cráter)

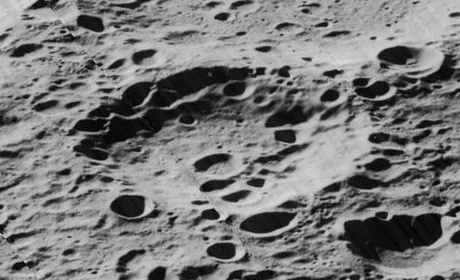
Imagen oblicua de la misión Lunar Orbiter 5, mirando al oeste.

Tikhov es un cráter de impacto erosionado, perteneciente a la cara oculta de la Luna. Está casi unido al borde exterior este-sureste del cráter más grande Avogadro. Alrededor de un diámetro de distancia al este-noreste de Tikhov se halla el cráter igualmente desgastado Emden, y al sur-sureste se encuentra el cráter Tsinger, más reciente.
|  |

Este elemento del relieve lunar ha sido golpeado por los impactos subsecuentes, dejando una serie de cráteres más pequeños en el borde, en la pared interna, y en el suelo del cráter. Los más recientes de estos impactos son varios pequeños cráteres en forma de copa sobre el borde oriental, la pared interior y el suelo. Como resultado de este desgaste, el perfil exterior es redondeado y desigual, aunque se puede discernir la naturaleza circular del brocal.